# Joachim Camerarius Starszy
Joachim Camerarius Starszy, także Joachim Kammermeister (ur. 12 kwietnia 1500 w Bambergu; zm. 17 kwietnia 1574 w Lipsku) – niemiecki humanista i uczony.

## Życiorys
Syn Johanna Liebcharda, członka miejscowego patrycjatu a z racji pełnionej funkcji dziedzicznego szambelana (pokojowca) biskupów Bambergu znanego jako Johann Kammermeister. Joachim nauki pobierał początkowo w Bambergu a później w Lipsku u humanisty Helta. Od 1516 roku studiował na uniwersytecie lipskim język grecki u Mosellanusa. W 1518 rozpoczął studia na uniwersytecie w Erfurcie. Przez Hessusa został wprowadzony do miejscowego kółka humanistycznego do którego w tym czasie należeli także Euricius Cordus i Mutianus Rufus. Na uniwersytecie w Wittenberdze studiował od 1521. Tu zaprzyjaźnił się z Melanchtonem. W 1522 objął katedrę zoologii i swoje wykłady prowadził w oparciu o Historię naturalną Pliniusza oraz Institutio oratoria Kwintyliana. W 1525 przejął katedrę języka i literatury greckiej. Z polecenia Melanchtona w 1526 przeniósł się do Norymbergi, gdzie uczył greckiego i łaciny w nowo powstałym gimnazjum.
Jako delegat z Norymbergi, w 1530 podczas parlamentu Rzeszy w Augsburgu spisał streszczenie Confutatio w odpowiedzi na odczytywaną tam treść Konfesji Augsburskiej przygotowanej przez Melanchtona. Na podstawie tego streszczenia Melanchton przygotowywał swoją odpowiedź-obronę.
Camerarius przygotował w 1532 wstęp (zawierający życiorys Dürera) do Underweysung der Messung ... Dürera. Książka ukazała się pod tytułem De Sym[m]etria partium in rectis formis hu[m]anorum corporum (w 1535 przełożył też traktat Dürera o fortyfikacji). 
Z rekomendacji księcia Ulryka Wirtemberskiego, od 1535 związał się z uniwersytetem w Tybindze, gdzie przyczynił się do reorganizacji tej uczelni. W 1541 roku przeniósł się do Lipska, zreformował uniwersytet i tam pracował już do śmierci.
Od początku związany z reformacją odegrał w jej rozwoju ważną rolę. W 1535 współuczestniczył w korespondencji z Franciszkiem I dotyczącej pojednania między katolikami a protestantami. Cesarz rzymski Maksymilian II zaprosił go w 1568 do Wiednia na konsultacje dotyczące tej samej kwestii. W ciągu swojego życia przetłumaczył na łacinę ok. 150 starożytnych dzieł greckich takich autorów jak Demostenes, Ezop, Herodot, Homer, Kwintylian, Sofokles, Teokryt, Teofrast z Eresos, Ksenofont, Tukidydes, Lukian z Samosat oraz Euklides (jego Geometrię Euklidesa wydano już po śmierci). Na język grecki tłumaczył Cycerona oraz Cezara.
Pisał i tłumaczył prace z historii, teologii, matematyki i astronomii. Do najważniejszych zaliczane są:
- Wojna Szmalklandzka – dzieło niedokończone i wydane już po śmierci
- Historia braci czeskich – dzieło napisane w duchu tolerancji i zrozumienia. Historię ... wydał wnuk Camerarius Ludwig w 1605
- biografię Melanchtona
- historie Jezusa Chrystusa oraz apostołów

Szczególnie wiele uwagi Joachim Camerarius poświęcał zagadnieniom pedagogicznym. Z jego prac korzystał Komeniusz pisząc swoje dzieło Didactica Magna.
Joachim Camerarius Starszy był żonaty z Anną Truchseß z Zielonej Góry. Miał z nią dzieci:
- Annę, wyszła za mąż za Esrom Rüdingera, zmarła 16 września 1558 w Wittenberdze
- Magdalenę, ur. 23 grudnia 1529 w Norymberdze, w 1558 poślubiła w Lipsku Johannes Hommela,
- Johanna, ur. 29 lipca 1531 w Norymberdze, zm. 6 grudnia 1592 w Królewcu
- Martę, ur. 29 grudnia 1532 w Norymberdze zm. 17 lutego 1558
- Joachima Camerariusa Młodszego,
- Filipa (prawdopodobnie urodzony martwo)
- Ursulę (1539 – 1604) wyszła za mąż za Caspara Jungermanna
- Ludwiga ur. 25 czerwca 1542 w Lipsku, zm. 14 czerwca 1582 w Karlowych Warach
- Gotfryda ur. 16 lipca 1546 w Lipsku